# Pedro Barral
Pedro Barral (Morón, 20 ottobre 1994) è un cestista argentino.